# Феррі (Аляска)
Феррі (англ. Ferry) — переписна місцевість (CDP) в США, в окрузі Деналі штату Аляска. Населення — 17 осіб (2020).

## Географія
Феррі розташоване за координатами 64°2′59″ пн. ш. 148°55′14″ зх. д. / 64.04972° пн. ш. 148.92056° зх. д. (64.049620, -148.920602).  За даними Бюро перепису населення США в 2010 році переписна місцевість мала площу 164,73 км², уся площа — суходіл.

## Демографія
Згідно з переписом 2010 року, у переписній місцевості мешкали 33 особи в 17 домогосподарствах у складі 7 родин. Густота населення становила 0 осіб/км².  Було 43 помешкання (0/км²).
Расовий склад населення:
| - 97,0 % — білих |

До двох чи більше рас належало 3,0 %. Частка іспаномовних становила 0,0 % від усіх жителів.
За віковим діапазоном населення розподілялося таким чином: 24,2 % — особи молодші 18 років, 66,7 % — особи у віці 18—64 років, 9,1 % — особи у віці 65 років та старші. Медіана віку мешканця становила 46,5 року. На 100 осіб жіночої статі у переписній місцевості припадало 135,7 чоловіків;  на 100 жінок у віці від 18 років та старших — 212,5 чоловіків також старших 18 років.
Цивільне працевлаштоване населення становило 0 осіб. 